# Playa de Portío
La playa de Portío o Piélagos está situada en el municipio de Piélagos, en la comunidad autónoma de Cantabria, España.
La playa está protegida por las grandes rocas que la rodean, algunas de las ellas sobresalen del agua.

## Etimología
El topónimo Portío deriva de portillo, pequeño puerto, y por ello es una palabra llana con hiato. Un fenómeno similar de elisión de la "ll" del diminutivo que se da en los nombres de las playas vecinas de Cerrías, Arnía o Pedruquíos y en numerosos topónimos de Cantabria.